# Рейценштейн, Николай Карлович
Николай Карлович Рейценштейн (7 августа 1854 — 27 ноября 1916, Петроград) — русский адмирал.

## Биография
Сын надворного советника.
- 16 сентября 1870 года зачислен воспитанником Морского училища, которое закончил 31 марта 1874 года с присвоением чина гардемарина.
- 12 апреля 1874 года зачислен в 3-й флотский экипаж.
- 30 сентября 1875 года произведен в чин мичмана.
- 28 сентября 1876 года зачислен слушателем в Минный офицерский класс. По окончании Минного офицерского класса, 12 мая 1878 года зачислен в минные офицеры 2-го разряда[1].
- 23 сентября 1877 года назначен минным офицером клипера «Джигит».
- В 1879 году в составе экипажа клипера «Джигит» под командованием капитана 2-го ранга К. К. де Ливрона находился в распоряжении русского консула в Гавайях.
- 1 января 1880 года произведен в чин лейтенанта.
- 24 мая 1882 года назначен командиром миноносца «Чайка».
- 12 ноября 1882 года назначен минным офицером фрегата «Князь Пожарский», с переводом в 1-й флотский экипаж.
- 12 апреля 1883 года назначен командиром миноносца «Ракета».
- 5 января 1885 года назначен минным офицером крейсера «Адмирал Корнилов».
- С 28 февраля 1886 года исполнял должность флагманского минного офицера штаба начальника эскадры Тихого океана вице-адмирала В. П. Шмидта.
- С 4 января 1889 года командовал на Балтике миноносцем «Нарва».
- 5 января 1890 года назначен председателем комиссии по приёму в казну мин и торпедных аппаратов.
- С 14 февраля по 13 марта 1890 года временно исполнял обязанности командира 7-й роты миноносок.
- С 23 апреля 1890 года исправлял должность старшего флаг-офицера штаба командующего отрядом судов Морского училища.
- 1 января 1891 года произведен в чин капитана 2-го ранга.
- В 1891—1895 годах был старшим офицером клипера «Разбойник».
- С 1 января 1895 года командовал канонерской лодкой «Ёрш».
- 15 апреля 1895 года назначен флагманским минным офицером штаба командующего практической эскадрой Балтийского моря.
- С 11 сентября 1895 года по 18 ноября 1898 года командовал транспортом «Европа».
- 15 февраля 1899 года назначен представителем Морского Технического комитета в Германии на заводах Ф. А. Круппа.
- 11 апреля 1899 года произведен в чин капитана 1-го ранга.
- В 1900—1904 годах был наблюдающим за постройкой крейсера «Аскольд», а затем его командиром.
- 16 января 1904 года назначен командующий Владивостокским отрядом крейсеров.
- 17 марта 1904 года назначен командующим крейсерским отрядом Порт-Артурской эскадры.
- 12 июля 1904 года произведен в чин контр-адмирала за отличие.
- В ходе сражения в Жёлтом море 28 июля 1904 года, возглавлял прорыв крейсерского отряда. После сражения 28 июля на «Аскольде» прорвался в Шанхай, где крейсер был разоружен.
- В 1907—1909 годах командовал учебно-артиллерийским отрядом Балтийского флота.
- В 1909 году произведен в чин вице-адмирала.
- В 1910 году получил право на ношение золотого знака в память окончания полного курса наук Морского кадетского корпуса.
- В 1910—1912 годах председательствовал в Особом комитете по организации Амурской флотилии.
- В 1912—1916 годах председательствовал в Особом комитете по организации прибрежной обороны.
- 14 апреля 1913 года произведен в чин адмирала.
- В 1914 году получил право на ношение памятного знака защитника крепости Порт-Артур.
- В 1915 году награждён знаком отличия за 50 лет безупречной службы на Георгиевской ленте.
- В конце 1915 года назначен членом Адмиралтейств-совета морского министерства.
- 21 июня 1916 года уволен со службы по достижении предельного возраста.

Увольняются от службы: за истечением установленного законом шестилетнего срока пребывания в составе Адмиралтейств-Совета: члены Адмиралтейств-Совета, адмиралы: Рейценштейн и Зацаренный, оба с мундиром и пенсиею.
ГОСУДАРЬ ИМПЕРАТОР объявляет Высочайшую благодарность бывшим членам Адмиралтейств-Совета, адмиралам Рейценштейну и Зацаренному, за отлично-ревностную служебную их деятельность
Скончался в Петрограде, где и погребен на Новодевичьем кладбище.
Жена: Ольга Павловна Рейценштейн (1862 — 25.02.1917)
Дочь: Елена Николаевна Рейценштейн, 7 октября 1918 г. в возрасте 21 года вышла замуж за крестьянина деревни Терешинки Лужского уезда Николая Максимовича Кузьмина, 33 лет.

## Награды
- Орден Святого Станислава 3-й степени — 16 апреля 1878 года;
- Орден Калакауа I командорского креста (Гавайи) — 3 марта 1880 года;
- Орден Святой Анны 3-й степени — 1 января 1882 года;
- Орден Святого Станислава 2-й степени — 24 апреля 1888 года;
- Орден Святой Анны 2-й степени — 6 декабря 1895 года;
- Медаль «В память царствования императора Александра III» — 1896 год;
- Орден Святого Владимира 4-й степени с бантом за 20 морских кампаний — 22 сентября 1897 года;
- Медаль «В память коронации Императора Николая II» — 1898 год;
- Орден Красного орла 2-й степени (Пруссия) — 9 марта 1900 год;
- Орден Почётного легиона офицерского креста (Франция) — 1902 год;
- Орден Святого Владимира 3-й степени — 6 декабря 1903 года;
- Мечи к ордену Святого Владимира 3-й степени — 22 марта 1904 года;
- Медаль «В память русско-японской войны» — 1906 год;
- Орден Святого Станислава 1-й степени — 1907 год;
- Орден Святой Анны 1-й степени — 6 декабря 1910 года;
- Орден Святого Владимира 2-й степени — 6 декабря 1913 года;
- Медаль «В память 300-летия царствования дома Романовых» — 1913 год;
- Нагрудный знак крест «За Порт-Артур» — 1914 год;
- Медаль «В память 200-летия морского сражения при Гангуте» — 1915 год;
- Медаль «За труды по отличному выполнению всеобщей мобилизации 1914» — 1915 год;
- Орден Белого орла — 30 июля 1915 года.